# 우메가사와역
세미네역(일본어: 瀬峰駅)은 일본 미야기현 구리하라시에 있는 동일본 여객철도 도호쿠 본선의 역이다. 단선 승강장 2면 2선의 구조를 지닌 지상역이다.

## 타는 곳
| 1 | ■ 도호쿠 본선 | (상행) | 고고타 · 센다이 방면       |
| 2 | ■ 도호쿠 본선 | (하행) | 이치코시 · 이치노세키 방면 |

## 역 주변
- 우메가사와 에키마에 간이 우체국

## 역사
- 1953년 3월 2일 : 개업.
- 1984년 10월 : 무인화.
- 1987년 4월 1일 : 민영화에 의해, 동일본 여객철도로 이관.

## 인접 정차역
| 도호쿠 본선        | 도호쿠 본선   | 도호쿠 본선          |
| ------------------ | ------------- | -------------------- |
| 세미네 센다이 방면 | ■ 도호쿠 본선 | 닛타 이치노세키 방면 |